# William Shaner
William Shaner (n. 25 aprilie 2001, Colorado Springs, Colorado, SUA) este un trăgător de tir ce a reprezentat Statele Unite ale Americii, medaliat olimpic. A participat la o ediție a Jocurilor Olimpice (2020) în care a câștigat o medalie de aur.